# Polia scotochlora
Polia scotochlora là một loài bướm đêm trong họ Noctuidae.